# LBC (データベース)
LBC（エルビーシー、 Linkage Business Code）は、日本のユーソナー株式会社（英: uSonar Co.,Ltd.）が管理している企業情報データベース。
本項では区別のため、企業コード自体を指す場合はLBCコードと表記し、社名や住所、業種などの企業情報を含める場合はLBCとする。

## 概要
LBCは2004年にユーソナーが販売開始したもので、日本全国の事業所に11桁の管理コード(LBCコード)を採番している。
LBCは、与信調査の依頼の少ない事業所、たとえば営業所、官公庁、非営利組織までもカバーしている点と、LBCコードの体系により「親会社・子会社」など企業の資本関係(企業グループ)や、「本店・支店」などの階層構造を把握できる事業所レベルのデータである点が特徴。
LBCは、文化庁の著作権登録制度において、著作物として認められた。(登録番号：第38162号-1) 